# Aparhant
Aparhant (hongrois : Aparhant [ˈɒpɒrhɒnt]) est une localité hongroise située dans le comitat de Tolna. La localité d'Aparhant a été créée en 1940 par la fusion des villages d'Apar et de Hant.  

## Nom et attributs

### Toponymie
Le nom d'Apar serait issu d'Apor, un chef militaire légendaire dont l'un des compagnons, Botond, est resté célèbre dans l'histoire locale. Deux villages portant le nom d'Apar appartenaient autrefois à la famille Apor dans le comitat de Tolna. Le premier, situé à environ 1,5 km au nord de l'actuelle Pálfa, fut détruit pendant l'occupation ottomane, entraînant la fuite de ses habitants. Le second, correspondant à l'Apar actuel, étant plus éloigné des places fortes turques, survécut à cette période troublée et se développa après la reconquête grâce à l'arrivée de nouveaux colons. 
Le nom de Hant, quant à lui, apparaît dans une bulle du pape Innocent V, sous la forme Hunta. Il pourrait dériver du mot désignant une hutte en gazon, suggérant une implantation humaine précaire à l'origine. Dès le XIe siècle, Hant était un fief de la famille Sák, et son église existait déjà au XIIIe siècle. Le village fut détruit au moment de la conquête magyare, dispersant sa population. Il fut par la suite repeuplé, et son église catholique romaine, reconstruite dans la seconde moitié du XVIIIe siècle, est aujourd'hui classée comme monument tard baroque.  

## Site et localisation

### Topographie et hydrographie
Aparhant est située à 8 km au nord-ouest de Bonyhád et à 28 km à l'ouest de Szekszárd, au cœur de la région du Völgység. Elle est entourée au nord par le Tolnai-Hegyhát, au sud par le Mecsek et à l'est par les collines de Szekszárd.  
Le point culminant de la localité est la colline viticole d'Apar, qui s'élève à 226 mètres d'altitude, tandis que son point le plus bas est le lac de pêche d'Apar n°5, situé à 118 mètres.  
La localité est traversée par plusieurs ruisseaux, dont les ruisseaux d'Apar, de Hant, de Cinka, de Frank utca et le Csurgó. Elle possède également plusieurs étangs de pêche, avec cinq bassins le long du ruisseau d'Apar, ainsi qu'un au confluent de celui de Hant et un autre près du Csurgó.  

### Climat
Aparhant bénéficie d'un climat favorable à l'agriculture. Les précipitations annuelles varient entre 500 et 600 mm, tandis que la température moyenne annuelle dépasse 10 °C. L'ensoleillement est particulièrement élevé, avec plus de 2 100 heures de soleil par an. Le vent dominant est de secteur nord-ouest, avec une vitesse moyenne de 2,9 m/s. Les dernières gelées printanières surviennent généralement à la mi-avril.  

## Histoire
La plus ancienne mention détaillée concernant l'existence d'Apar date de 1276, dans une bulle du pape Innocent V. Dans le même document papal figure également la mention du village de Hant, sous la forme Hunta. 
Apar est considéré comme la plus ancienne localité habitée de la région. Son environnement naturel favorable explique la présence de populations dès la Préhistoire. Des découvertes archéologiques datant du Néolithique au Moyen Âge ont été mises au jour à Apar, tandis qu'à Hant, des vestiges ont été collectés par le collectionneur privé Antal Csiszér, fils. Des monnaies romaines retrouvées dans les environs attestent de l'occupation romaine du site. Par ailleurs, il est probable que les Huns et les Avars aient également traversé la région avant la conquête hongroise.  
En 1314, un document atteste qu'Apar est un domaine noble avec un monastère dédié à Notre-Dame. Cette année-là, trois nobles furent interdits d'accès aux terres et au monastère qui s'y trouvaient. Le nom d'Apar apparaît sous différentes formes au fil du temps : Apaar, Apor, Apoor, Apour, Apowr, Apur, Opor, Opoor, Opour, Opur, Opowr. Péter Garázda, compagnon du poète Janus Pannonius, est originaire d'Apar.  
Durant l'occupation ottomane, le village fut entièrement détruit. Comme de nombreuses autres localités environnantes, il fut repeuplé au début du XVIIIe siècle par des colons allemands. En 1702, les terres du domaine d'Apar furent attribuées au comte Venceslas de Zinzendorf, ministre des Finances de Vienne. À cette époque, cinq villages appartenaient au domaine, les autres territoires étant des pâturages inhabités. Le domaine fut administré depuis Apar, qui donna son nom à l'ensemble.  
L'afflux de nouveaux colons permit une croissance rapide de la population d'Apar, notamment entre 1743 et 1746, puis entre 1754 et 1758, ainsi qu'en 1762. À Hant, les périodes de forte croissance démographique furent 1744 et 1756.  
Après la Seconde Guerre mondiale, en 1945, des Sicules de Bucovine furent installés à Aparhant. Cette relocalisation fut annoncée par un décret indiquant Bonyhád comme nouvelle destination. 122 familles originaires d'Andrásfalva, soit 568 personnes dont 321 enfants, s'établirent dans la localité.  
Cette arrivée massive provoqua initialement des tensions avec les Souabes déjà établis à Aparhant. Cependant, ces tensions s'atténuèrent avec le temps, et aujourd'hui, les populations souabe, sicule et slovaque coexistent en paix.  

## Population

### Minorités culturelles et religieuses
Lors du recensement de 2011, la population d'Aparhant se déclarait majoritairement hongroise (91,4 %), avec une présence notable de communautés allemandes (10,5 %) et roms (3 %). Une minorité slovaque (0,4 %) était également recensée, tandis que 8,4 % des habitants n'ont pas déclaré d'appartenance ethnique. En raison des identités multiples, le total dépasse 100 %.  
Concernant l'appartenance religieuse, la majorité des habitants se déclaraient catholiques romains (77,3 %), suivis des réformés (2,6 %) et des luthériens (1,5 %). Les personnes sans affiliation religieuse représentaient 4,2 % de la population, tandis que 14,4 % des habitants n'ont pas répondu à cette question.  
En 2022, la composition ethnique est restée similaire : 92,8 % des habitants s'identifiaient comme Hongrois, avec des minorités allemandes (8,1 %), roms (3 %), ainsi que de plus petites communautés roumaine (0,3 %), polonaise (0,2 %), croate, bulgare et ukrainienne (0,1 % chacune). 7,2 % des habitants n'ont pas précisé leur appartenance ethnique.  
Sur le plan religieux, le pourcentage de catholiques romains a diminué à 54,2 %, tandis que les évangéliques représentaient 2 %, et les réformés 0,9 %. D'autres affiliations chrétiennes étaient déclarées par 1,2 % de la population, et 6,1 % se déclaraient sans religion. Un pourcentage significatif (34,2 %) des habitants n'a pas répondu à cette question.  

## Équipements

### Éducation
L'école primaire d'Aparhant (Aparhanti Általános Iskola) a été fondée en 1882 et a commencé à fonctionner dans un petit bâtiment situé à côté de l'église Saint-Barthélemy. Après l'unification des villages d'Apar et de Hant, l'établissement s'est agrandi en intégrant l'ancienne maison Trerr, ainsi que des bâtiments annexes réaménagés, dont d'anciens étables.  
Avant cette fusion, l'école de Hant fonctionnait dans l'actuel bâtiment de la maternelle, jusqu'à son intégration dans l'école unifiée d'Aparhant.  

### Réseaux extra-urbains
Le village est traversé par la route 6538, qui relie la 6529 et la 6532 entre Bonyhád-Majos et Kurd. Son voisin du nord, Nagyvejke, considéré comme un village en cul-de-sac, est accessible par la route 65 164, qui se détache de la 6538 au nord d'Aparhant.  

## Patrimoine local
L'église catholique Saint-Barthélemy, construite au XVe siècle, est un édifice de style gothique qui témoigne de l'ancienneté et de l'importance religieuse de la localité. Son architecture reflète l'évolution du patrimoine ecclésiastique de la région.  
Un autre édifice religieux remarquable est l'église catholique Saint-Michel-Archange, bâtie au XVIIIe siècle dans un style baroque tardif. Elle illustre l'influence de cette période sur l'architecture religieuse hongroise.  
La chapelle Saint-Wendelin, érigée en 1903, est un lieu de culte plus modeste, mais qui conserve une place importante dans la spiritualité locale.  
Enfin, la localité abrite la collection privée d'Antal Csiszér, un ensemble de découvertes archéologiques couvrant une large période, de l'Âge de la pierre jusqu'au Moyen Âge. Ces artefacts permettent d'appréhender l'histoire des premières implantations humaines dans la région.  

## Personnalités liées à la localité
Plusieurs figures notables sont originaires d'Apar ou de Hant. Péter Garázda (1448-1507), humaniste hongrois du XVe siècle, était un poète et écrivain influent, reconnu pour son œuvre littéraire en prose et en vers. Béla Illés Bitter, moine cistercien né en 1868, fut un intellectuel respecté, directeur d'institution et auteur de manuels scolaires, spécialisé en germanistique. Il était également membre de l'Académie Saint-Étienne. Un autre religieux, Antal Faust (1887-1961), fut une figure importante de l'Église catholique hongroise en tant que prêtre et éducateur.  
D'autres personnalités ont vécu à Apar ou Hant sans y être nées. Mór Wosinsky (1854-1907), abbé et archéologue, a contribué de manière significative à la recherche historique et était membre correspondant de l'Académie hongroise des sciences. Plus récemment, le nageur Tamás Kenderesi, médaillé de bronze aux Jeux olympiques et aux Championnats d'Europe, ainsi que champion olympique junior, est également lié à la localité.  